# آنتونیو رودوتا
آنتونیو رودوتا (زاده ۲۴ دسامبر ۱۹۳۵ – درگذشته ۲۳ فوریه ۲۰۰۶) پنجمین مدیرکل آژانس فضایی اروپا بود که از سال ۱۹۹۷ تا ۲۰۰۳ مشغول به کار بود. او در ۲۳ فوریه ۲۰۰۶ در ۷۰ سالگی در رم درگذشت.
او برادر استفانو رودوتا، سیاستمدار سابق ایتالیایی بود.

## درگذشت
آنتونیو رودوتا در ۲۳ فوریه ۲۰۰۶ در ۷۰ سالگی در رم درگذشت. ژان ژاک دوردن، مدیر کل بعدی آژانس فضایی اروپا پس از آنتونیو رودوتا بعد از درگذشت او گفت:
| « | آنتونیو رودوتا آژانس فضایی اروپا را در قرن بیست و یکم رهبری کرد. من احساس افتخار می‌کنم که این فرصت را داشتم که راه او را دنبال کنم و بر پایه‌هایی که او برای اروپای تازه‌ای در فضا گذاشت، بنا کنم. | » |